# Free Fallin'
Free Fallin' è un singolo del musicista statunitense Tom Petty, pubblicato il 27 ottobre 1989 come terzo estratto dal primo album in studio Full Moon Fever. Fu composto in soli due giorni da Petty e il suo amico e collaboratore, Jeff Lynne (con cui ha co-scritto tutti gli altri brani del disco), che compare anche nei cori del ritornello.

## Il brano
Free Fallin' è una della composizioni più note di Petty e una di quelle più fortunate a livello commerciale; arrivò infatti alla 7º posizione nella classifica Billboard Hot 100 negli Stati Uniti a gennaio del 1990.
Tom Petty and the Heartbreakers la suonarono molto dal vivo e le esibizioni più memorabili sono quella agli MTV Video Music Awards nel 1989 con Axl Rose e quella a febbraio del 2008 al Super Bowl XLII. 
Si trova alla posizione 177 della lista delle 500 migliori canzoni della storia redatta dalla rivista britannica Rolling Stone.

## Riferimenti a Los Angeles
Molteplici sono i riferimenti alla San Fernando Valley di Los Angeles nel testo della canzone, come:
- "The Valley" – il nome della San Fernando Valley usato nel linguaggio comune;
- Reseda – un quartiere della San Fernando Valley;
- 101 "Ventura" Freeway - i testi citano "a freeway runnin' through the yard" ("una superstrada che corre nel cortile") della casa del soggetto del testo situata a Reseda; forse essa è la Freeway 101, che ha una uscita per Reseda Boulevard, nel quartiere più alto reddito Tarzana
- Ventura Boulevard – una strada primaria con direzione est-ovest nella valle di San Fernando
- "Mulholland" – un riferimento alla Mulholland Drive, un'arteria stradale che attraversa la San Fernando Valley e Bel Air seguendo il crinale delle Santa Monica Mountains e delle Hollywood Hills

## Significato
Nella sua recensione di Full Moon Fever pubblicata dalla BBC-Music il 9 gennaio 2009, Chris Jones ha spiegato che "Free Fallin ' è stato uno dei brani dell'album più indirizzato verso la nostalgia". La hit è volta a raccontare l'infanzia del protagonista ("She's a good girl, crazy 'bout Elvis... I'm a bad boy for breakin' her heart"\"È una brava ragazza, pazza di Elvis... Sono un cattivo ragazzo per spezzare il suo cuore") che la ha abbandonata proprio come lui ha abbandonato la Florida per andare in cerca di celebrità nella West Coast".

## Video musicale
Nel video musicale del brano, diretto da Julien Temple, si racconta la storia di una ragazza di Los Angeles interpretata dall'attrice e stuntwoman Devon Jenkin, ambientata prima negli anni '50, come nel testo della canzone, e poi trasposta nel presente degli anni '80. Queste scene sono alternate con quelle di Tom Petty che canta il brano con la sua chitarra acustica in un centro commerciale nel quartiere di Westwood di Los Angeles.

## Tracce
Vinile 7" USA
1. Free Fallin' – 4:14 (Tom Petty, Jeff Lynne)
2. Down the Line – 2:54 (Buddy Holly, Bob Montgomery, Norman Petty)

Vinile 7" UK
1. Free Fallin' – 4:14 (Petty, Lynne)
2. Love Is a Long Road – 4:06 (Petty, Campbell)

CD Maxi singolo UK
1. Free Fallin' – 4:14 (Petty, Lynne)
2. Love Is a Long Road – 4:06
3. Free Fallin' (live) – 5:07 (Petty, Lynne)

## Cover
- 1993 - De La Soul e Teenage Fanclub campionarono la canzone per "Fallin'", apparsa nella colonna sonora del film "Cuba libre - La notte del giudizio";
- 1996 - Stevie Nicks fece una propria versione del pezzo per la colonna sonora di "Party of Five" che poi venne inserita nel suo album Enchanted;
- 1999 - Deana Carter cantò Free Fallin' nel finale dell'episodio della terza stagione della commedia animata di Mike Judge "King of The Hill" che venne poi inserita nella colonna sonora della serie;
- 2001 - I Kings of Convenience inclusero nel loro EP Failure una versione dal vivo della canzone;
- 2002 - YG Family fece una versione in koreano del brano che venne inclusa nel suo album 97-YG-02;
- 2003 - Tony Hadley, leader della band romantica Spandau Ballet, pubblicò una cover del pezzo su True Ballads;
- 2003 - Mýa fece una propria versione di Free fallin' per l'album Moodring;
- 2005 - La versione dal vivo della canzone fatta da Keith Urban apparve sul DVD "Livin' Right Now";
- 2006 - Il rapper Pimp C campionò il brano per il suo I'm Free, apparso nell'album Pimpalation
- 2007 - Il cantautore statunitense John Mayer incluse una sua versione del pezzo nell'album/DVD Where the Light Is
- 2008 - Nel centodiciannovesimo episodio di Cold Case, intitolato Triple Threat, Free Fallin venne cantata dalla cantautrice russa Elena Satine con l'inserimento, dopo il primo ritornello, di versi tratti da Va pensiero , composizione di Giuseppe Verdi tratta dalla sua opera Nabucco;
- 2008 - Il cantante tedesco Willer registrò una propria versione della canzone per il suo album The Only Way;
- 2009 - Chamillionaire campionò il brano per il suo Good Morning;
- 2009 - Ben Rector inserì una propria cover del pezzo nell'album Into the Morning;
- 2010 - La band alternative rock The Almost registrò una propria versione Free Fallin' per la raccolta Punk Goes Classic Rock;
- 2010 - I Three Days Grace suonarono una cover della canzone durante i loro tour;
- 2010 - La cantante statunitense Pink ha eseguito il brano nella tappa del The Funhouse Summer Carnival del Pinkpop Festival nei Paesi Bassi
- 2011 - Umphrey's Mcgee eseguì il brano in un concerto all'Ashbury Park, NJ;
- 2011 - Alejandro Fuentes suonò il pezzo dal vivo a Allsång På Grensen;
- 2012 - Max Milner cantò Free Fallin' a "The Voice UK".
- 2013 - Susanna Hoffs e Matthew Sweet pubblicarono una cover nell'album Under the Covers, Vol. 3.
- 2017 - I Coldplay con Peter Buck ex membro dei R.E.M. hanno eseguito il brano a Portland in Oregon come tributo dopo la morte di Petty.

## Curiosità
- Lou Reed selezionò Free Fallin' come una delle sue canzoni preferite del 1989.[11]
- Nel film del 1996 "Jerry Maguire" Tom Cruise canta il brano dentro la sua automobile;
- È udibile nell'episodio 2.13 chiamato "Funhouse" della serie del 2000 "The Sopranos".

## Formazione
- Tom Petty – chitarra 12 corde, voce
- Mike Campbell – chitarra
- Jeff Lynne – basso, cori
- Phil Jones – batteria

## Classifiche
| Classifica (1989)               | Massima posizione |
| ------------------------------- | ----------------- |
| Australia (ARIA Charts)         | 59                |
| Canada (RPM)                    | 5                 |
| Regno Unito                     | 59                |
| Stati Uniti (Billboard Hot 100) | 7                 |